# Ausweichsitz der Landesregierung Rheinland-Pfalz
Der Ausweichsitz der Landesregierung Rheinland-Pfalz, auch Schutzbunker der rheinland-pfälzischen Landesregierung genannt, befand sich von 1979 bis 1992 in Alzey.
Der Bunker wurde zwischen 1979 und 1981 unter der Turnhalle des Staatlichen Aufbaugymnasiums Alzey erbaut. Der zweistöckige Ausweichsitz der Landesregierung von Rheinland-Pfalz ist mehr als 1000 Quadratmeter groß und hätte im atomaren Krisenfall für bis zu 30 Tage ausreichen sollen. Die Anlage ist rund 36 Kilometer von der Landeshauptstadt Mainz entfernt und über die 1980 zwischen Mainz und Alzey fertiggestellte Bundesautobahn 63 zu erreichen.
Nach den Vorgaben der NATO mussten sich regionale Regierungen von einem Atombunker aus an geheimen Kommandostabsübungen (siehe auch: NATO-Kommandostruktur, Central Army Group) beteiligen. Bei den Übungen wurde die Verpflegung von der Kantine der Schule geliefert.

## Aufbau
- kleine Räume für die verschiedenen Ministerien
- zwei Zimmer mit Fernseh- und Radioanschluss für die Staatskanzlei
- Schlaf- und Aufenthaltsräume
- Duschen
- Toiletten
- Küche und Speisekammer
- Schreibzimmer
- Telefonvermittlung

Ein Schiffsdieselmotor mit Generator erzeugte die benötigte elektrische Energie. Zusätzlich gab es mindestens ein Strahlenmessgerät.
Die Telefonvermittlung verfügte über Direktverbindungen zu
- „Bad Neuenahr“ → Regierungsbunker (Deutschland)
- „Wadern“ → Ausweichsitz der saarländischen Landesregierung
- „Calw“ → Ausweichsitz der Landesregierung Baden-Württemberg
- „Kall“ → Ausweichsitz Nordrhein-Westfalen
- „Östrich_“ (sic!) → Kloster Eberbach
- Warnamt VII → (Weinsheim (bei Bad Kreuznach))
- „Bundeswehr Mainz“ → (Osteiner Hof)
- „SPJ AZ“ oder „SP / AZ“

## Amtszeiten
Die Bunkeranlage wurde unter Ministerpräsident Bernhard Vogel ab 1979 gebaut. Bis 1992 hätten folgende Kabinette den Ausweichsitz nutzen können:
1. Kabinett Vogel II (1979)
2. Kabinett Vogel III (1983)
3. Kabinett Vogel IV (1987)
4. Kabinett Wagner (1988)
5. Kabinett Scharping (1991)

## Weitere Schutzanlagen
Die Anlage in Alzey war das dritte Ausweichquartier von Rheinland-Pfalz. Nach einer Schule in Bad Sobernheim und dem Haus Horst (Liste der Kulturdenkmäler in Burg an der Mosel: ehemals Villa Landrat von Stein, um 1910/20; repräsentativer neubarocker Putzbau mit Rundtürmen; neubarockes Pförtnerhaus) in Burg an der Mosel.

## Besichtigung
Mit Unterstützung der Landesregierung und dem Aufbau-Gymnasium konnten im Mai 2011 erstmals Führungen im Bunker durchgeführt werden. Seitdem kann immer am ersten Sonntag im November der ehemalige Ausweichsitz besichtigt werden.